# NGC 7086
NGC 7086 est un jeune amas ouvert situé dans la constellation du Cygne. Il a été découvert par l'astronome germano-britannique William Herschel en 1786.
Selon la classification des amas ouverts, cet amas renferme entre 50 et 100 étoiles (la lettre m), dont la concentration est moyenne (II) et dont les magnitudes se répartissent sur un intervalle moyen (le chiffre 2),,.

## Observation
Avec une magnitude visuelle de 8,4, on peut observer l'amas avec des jumelles dont l'ouverture est de 40 à 50 mm ou avec un petit télescope.

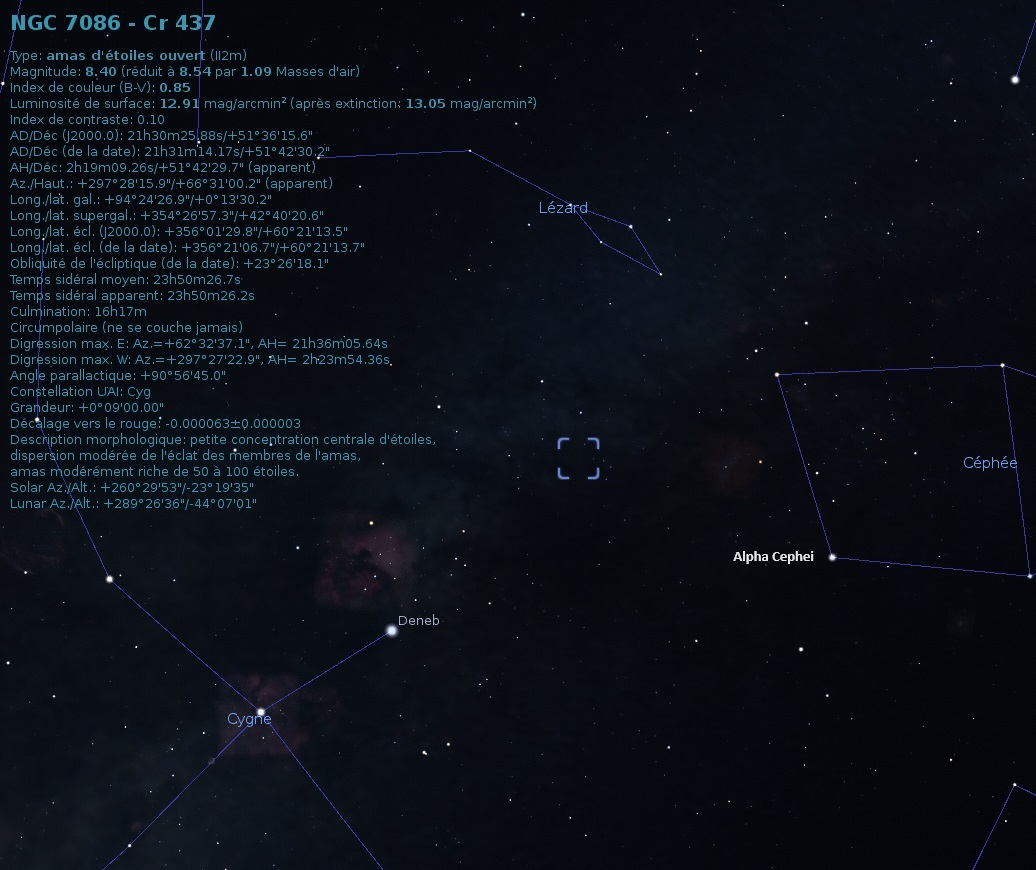
Emplacement de NGC 7086 dans la constellation du Cygne (Stellarium).

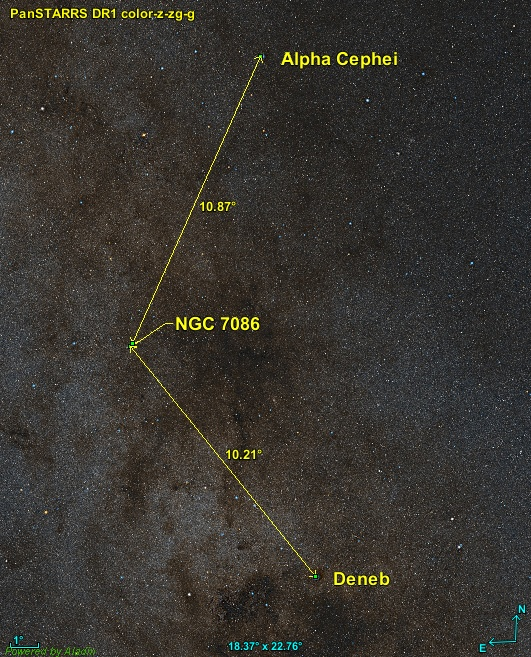
Position de NGC 7086 par rapport à deux étoiles.

Aucune étoile brillante n'est près de NGC 7086. Les deux étoiles les plus lumineuses dans le voisinage de cet amas sont Deneb à environ 10,2 degrés au sud-ouest et Alpha Cephei à environ 10,9 degrés au nord-ouest.

## Caractéristiques
Certaines caractéristiques apparaissent sur la base de données Simbad, mais une publication très récente (2023) basée sur les mesures de la parallaxe par le satellite Gaia a permis une mise à jour importante des données. Les données du « GAIA EARLY DATA RELEASE 3 (GAIA EDR3) » ont également permis aux auteurs (Almeida, Monteiro et Dias) de cette publication d'estimer la masse de 773 amas ouverts, dont celle de NGC 7086 qui est de 2152 ± 430 {\displaystyle M_{\odot }}.

### Distance, taille et vitesse
Cet amas est à 1 555 ± 25 pc du système solaire.
La base de données Simbad indique cinq valeurs de la distance: 1,707 ± 0,154 kpc (∼5 570 al), environ 1 677,0 pc (∼5 470 al), environ 1 355 pc (∼4 420 al), 1 594 ± 63 pc (∼5 200 al) et environ 1 600 pc (∼5 220 al). Si on enlève la valeur de 1 355 pc, la valeur moyenne et l'écart-type des quatre autres valeurs est de 1 645 ± 56 pc (∼5 370 al), ce qui est près de la distance proposée par Almeida, Monteiro et Dias.
La taille apparente de l'amas est de 12′,, ce qui, compte tenu de la distance de 1 555 ± 25 pc et grâce à un calcul simple, équivaut à une taille réelle de 17,7 ± 0,3 al.
Cinq vitesses sont aussi indiquées sur la base de données Simbad: −22,43 ± 1,18 km/s −5,60 ± 1,7 km/s, −17,964 ± 0,466 km/s, −20,14 ± 2,43 km/s et −22,34 ± 2,2 km/s. La deuxième valeur de l'échantillon vient du même article que la distance de 1 335 pc et comme pour la distance, elle diffère passablement des autres. La valeur moyenne et l'écart-type des quatre autres vitesses est de −20,7 ± 2,1 km/s.

### Métallicité
Simbad rapporte deux valeurs de la métallicité, soit 0,017 et 0,174. Selon Almeida et ses collègues, la métallicité de l'amas est égale à 0,005 ± 0,047. Selon cette valeur, le pourcentage d'éléments lourds (plus lourd que l'hydrogène et l'hélium) de cet amas serait compris entre 91% et 113% (100,005 ± 0,047) de celui du Soleil.

### Âge
Webda et Lynga indiquent un âge de 139 millions d'années (log10=8,142),, ce qui est supérieur à l'âge maximale de 94 millions d'années préconisé par Almeida.

## Étoile
NGC 7086 renferme au moins cinq étoiles traînardes bleues.
Simbad montre un bouton nommé Children. En cliquant sur ce bouton, on atteint une section de cette base de données qui renferme un tableau contenant 2 439 entrées, dont 824 Childre pour NGC 7086. Cependant, des étoiles (les Children) peuvent apparaître plusieurs fois dans la deuxième colonne du tableau, d'où le nombre de liens bibliographiques qui est supérieure au nombre d'étoiles. La quatrième colonne de ce tableau indique la probabilité que l'étoile appartienne à l'amas. En cliquant sur le titre de cette colonne, on peut classer la probabilité par ordre croissant ou décroissant. En cliquant sur la désignation de l'étoile, on atteint la page de Simbad qui résume ses propriétés.